# John Ljunggren
John Arthur Ljunggren (Forsheda, 9 september 1919 – Bor, 13 januari 2000) was een Zweedse atleet, die zich had toegelegd op het snelwandelen. Hij werd olympisch kampioen in deze discipline.

## Loopbaan
Ljunggren nam deel aan vijf Olympische Spelen en won op de 50km snelwandelen medailles in alle kleuren en werd in 1948 olympisch kampioen. In 1946 werd Ljunggren Europees kampioen.

## Titels
- Europees kampioen 50 km snelwandelen - 1946
- Olympisch kampioen 50 km snelwandelen - 1948

## Palmares

### 20 km snelwandelen
- 1956: 4e OS - 1:32.03
- 1960: 7e OS - 1:37.59
- 1964: 19e OS - 1:37.03

### 50 km snelwandelen
- 1946:  EK - 4:38.20
- 1948:  OS - 4:41.52
- 1950:  EK - 4:43.25
- 1952: 9e OS - 4:43.45
- 1954: 4e EK - 4:38.10
- 1956:  OS - 4:35.02
- 1960:  OS - 4:25.47
- 1964: 16e OS - 4:29.09

1932: Thomas Green ·
1936: Harold Whitlock ·
1948: John Ljunggren ·
1952: Pino Dordoni ·
1956: Norman Read ·
1960: Don Thompson ·
1964: Abdon Pamich ·
1968: Christoph Höhne ·
1972: Bernd Kannenberg ·
1980: Hartwig Gauder ·
1984: Raúl González ·
1988: Vjatsjeslav Ivanenko ·
1992: Andrej Perlov ·
1996: Robert Korzeniowski ·
2000: Robert Korzeniowski ·
2004: Robert Korzeniowski ·
2008: Alex Schwazer ·
2012: Jared Tallent ·
2016: Matej Tóth ·
2020: Dawid Tomala
- World Athletics: 14430521